# Thiania
Thiania C. L. Koch, 1846 è un genere di ragni appartenente alla famiglia Salticidae.

## Distribuzione
Le 20 specie oggi note di questo genere sono diffuse in Asia orientale e Indonesia; la T. suboppressa è stata rinvenuta anche alle Hawaii.

## Tassonomia
A dicembre 2010, si compone di 20 specie:
- Thiania abdominalis Zabka, 1985 — Vietnam
- Thiania aura Dyal, 1935 — Pakistan
- Thiania bhamoensis Thorell, 1887 — India, dalla Birmania a Sumatra
- Thiania cavaleriei Schenkel, 1963 — Cina
- Thiania chrysogramma Simon, 1901 — Hong Kong
- Thiania coelestis (Karsch, 1880) — Filippine
- Thiania cupreonitens (Simon, 1899) — Sumatra
- Thiania demissa (Thorell, 1892) — Indonesia
- Thiania formosissima (Thorell, 1890) — Borneo
- Thiania gazellae (Karsch, 1878) — Nuova Guinea
- Thiania humilis (Thorell, 1877) — Celebes
- Thiania inermis (Karsch, 1897) — Hong Kong
- Thiania jucunda Thorell, 1890 — Sumatra
- Thiania luteobrachialis Schenkel, 1963 — Cina
- Thiania pulcherrima C. L. Koch, 1846[2] — Sri Lanka, Vietnam, Malesia, Celebes
- Thiania simplicissima (Karsch, 1880) — Filippine
- Thiania sinuata Thorell, 1890 — Malesia
- Thiania suboppressa Strand, 1907 — Cina, Vietnam, Hawaii
- Thiania subserena Simon, 1901 — Malesia
- Thiania viscaensis Barrion & Litsinger, 1995 — Filippine

### Nomen nudum
- Thiania viridimicans Simon, 1901; un unico esemplare maschile, rinvenuto in India, a seguito di uno studio dell'aracnologo Prószynski del 1984 è da considerarsi nomen nudum[1].